# 대한민국 특허법원
대한민국 특허법원(大韓民國 特許法院, Intellectual Property High Court of Korea)은 대한민국의 특허소송을 전담하는 고등법원급의 전문법원으로 대전광역시 서구 둔산동에 위치하고 있으며 대전가정법원과 청사를 공유한다.

## 관할

### 소송 관할
특허법원의 소송관할은 국가 또는 국제기구에 의해 독점권이 부여된 것으로 특허법 제186조 제1항, 실용신안법 제33조, 디자인보호법 제75조, 상표법 제86조 제2항과 같이 특허청 소관의 사건과 종자산업법 제105조와 같이 농림수산식품부에서 관할하는 종자관련 사건 그리고 기타 다른 법률에 의하여 특허법원의 권한에 속하는 사건이다.

### 토지 관할
특허법원의 토지관할은 대한민국 전 지역이다. 즉, 특허심판원 또는 품종보호심판위원회의 심결 또는 결정에 대한 불복의 소는 당사자의 주소가 어느 곳이든 묻지 않고 특허법원에 제기하여야 한다.

## 특징
특허에 대한 소송은 2심제로 운영되고 있다. 과거에는 특허청의 심판과 항고심판을 거친 후 바로 대법원에 상고할 수 있어 법원에서의 사실심에 관한 재판이 생략된 단심제로 운용되어 왔지만 고등법원급의 특허전문법원이 설치되어 특허심판원 또는 품종보호심판위원회의 심결 또는 결정에 대한 불복의 소를 전속적으로 관할하게 하고, 특허법원의 판결에 대하여 불복이 있는 경우에는 대법원에 상고할 수 있도록 함으로써, 특허심판원의 심결 또는 결정에 대한 특허소송은 특허법원에서 대법원으로 이어지는 2심제로 운영되고 있다.

## 역대 특허법원장
- 초대 최공웅 1998. 3. ~ 1999. 10.
- 2대 안문태 1999. 11. ~ 2000. 2.
- 3대 임대화 2000. 2. ~ 2001. 2.
- 4대 이융웅 2001. 2. ~ 2001. 8.
- 5대 박영무 2001. 8. ~ 2002. 2.
- 6대 홍일표 2002. 2. ~ 2003. 2.
- 7대 강철구 2003. 2. ~ 2003. 3.
- 8대 양승태 2003. 9. ~ 2005. 2.
- 9대 곽동효 2005. 2. ~ 2006. 2.
- 10대 이흥복 2006. 2. ~ 2006. 8.
- 11대 박국수 2006. 8. ~ 2009. 2.
- 12대 손용근 2009. 2. ~ 2010. 2.
- 13대 김이수 2010. 2. ~ 2011. 2.
- 14대 최은수 2011. 2. ~ 2012. 2.
- 15대 김종백 2012. 2. ~ 2013. 2.
- 16대 박삼봉 2013. 2. ~ 2014. 2.
- 17대 강영호 2014. 2. ~ 2016. 2.
- 18대 이대경 2016. 2. ~ 2018. 2.
- 19대 조경란 2018. 2. ~ 2020. 2.
- 20대 이승영 2020. 2. ~ 2022. 2.
- 21대 김용석 2022. 2. ~ 2024. 2.
- 22대 진성철 2024. 2. ~ 2025. 2.
- 23대 한규현 2025. 2. ~